# فرنسيس راسيل (دبلوماسي)
فرنسيس راسيل (و. 1527 – 1585 م) هو دبلوماسي، وسياسي من مملكة إنجلترا، توفي عن عمر يناهز 58 عاماً.

## مناصب
تولى منصب عضو مجلس النواب في البرلمان البريطاني ‏
- Member of the 1545-47 Parliament ‏[3]
- Member of the 1547-1552 Parliament ‏[3]

.